# Шкойдіц
Шкойдіц (нім. Schkeuditz) — місто в Німеччині, розташоване в землі Саксонія. Входить до складу району Північна Саксонія.
Площа — 79,36 км2. Населення становить 18 287 ос. (станом на 31 грудня 2020).